# Mika Mármol
Mika Mármol (Tarrasa, Barcelona, 1 de julio de 2001) es un futbolista español que juega en la demarcación de defensa para la U. D. Las Palmas de la Segunda División de España.

## Trayectoria
Tras formarse como futbolista en las categorías inferiores del UFB Jàbac Terrassa, En la temporada 2018-19 se marchó traspasado al F. C. Barcelona para jugar en el equipo juvenil. En la temporada siguiente, subió al segundo equipo. El 12 de octubre de 2019 debutó con el filial en un partido contra el Orihuela C. F. Su primera convocatoria con el primer equipo se produjo el 2 de enero de 2022 en un partido de liga contra el R. C. D. Mallorca, aunque no llegó a debutar. Finalmente, el 15 de mayo de 2022 debutó con el primer equipo en un partido de Liga contra el Getafe C. F. que finalizó con un resultado de empate a cero.
El 30 de agosto de 2022 firmó por el F. C. Andorra, recién ascendido a la Segunda División de España, a cambio de un traspaso con opción de recompra, quedándose el F. C. Barcelona con el 50 % de los derechos del jugador de una futura venta. Después de una campaña en la que disputó 38 encuentros, el 11 de agosto de 2023 la U. D. Las Palmas adquirió los derechos que pertenecían al conjunto andorrano y firmó por tres años.

## Estadísticas

### Clubes
Actualizado al último partido disputado el 24 de mayo de 2025.
| Club                         | Div.          | Temporada     | Liga  | Liga  | Copas nacionales | Copas nacionales | Copas internacionales | Copas internacionales | Total | Total |
| Club                         | Div.          | Temporada     | Part. | Goles | Part.            | Goles            | Part.                 | Goles                 | Part. | Goles |
| ---------------------------- | ------------- | ------------- | ----- | ----- | ---------------- | ---------------- | --------------------- | --------------------- | ----- | ----- |
| F. C. Barcelona "B" · España | 2.ª B         | 2019-20       | 2     | 0     | ―                | ―                | ―                     | ―                     | 2     | 0     |
| F. C. Barcelona "B" · España | 2.ª B         | 2020-21       | 25    | 2     | ―                | ―                | ―                     | ―                     | 25    | 2     |
| F. C. Barcelona "B" · España | 1.ª F         | 2021-22       | 36    | 1     | ―                | ―                | ―                     | ―                     | 36    | 1     |
| F. C. Barcelona "B" · España | Total club    | Total club    | 63    | 3     | 0                | 0                | 0                     | 0                     | 63    | 3     |
| F. C. Barcelona · España     | 1.ª           | 2021-22       | 1     | 0     | 0                | 0                | 0                     | 0                     | 1     | 0     |
| F. C. Barcelona · España     | Total club    | Total club    | 1     | 0     | 0                | 0                | 0                     | 0                     | 1     | 0     |
| F. C. Andorra · Andorra      | 2.ª           | 2022-23       | 37    | 1     | 1                | 0                | ―                     | ―                     | 38    | 1     |
| F. C. Andorra · Andorra      | Total club    | Total club    | 37    | 1     | 1                | 0                | 0                     | 0                     | 38    | 1     |
| U. D. Las Palmas · España    | 1.ª           | 2023-24       | 36    | 0     | 0                | 0                | ―                     | ―                     | 36    | 0     |
| U. D. Las Palmas · España    | 1.ª           | 2024-25       | 30    | 0     | 3                | 0                | —                     | —                     | 33    | 0     |
| U. D. Las Palmas · España    | 2.ª           | 2025-26       | 0     | 0     | 0                | 0                | —                     | —                     | 0     | 0     |
| U. D. Las Palmas · España    | Total club    | Total club    | 66    | 0     | 3                | 0                | 0                     | 0                     | 69    | 0     |
| Total carrera                | Total carrera | Total carrera | 167   | 4     | 4                | 0                | 0                     | 0                     | 171   | 4     |